# Symphurus prolatinaris
Symphurus prolatinaris är en fiskart som beskrevs av Munroe, Nizinski och Mahadeva, 1991. Symphurus prolatinaris ingår i släktet Symphurus och familjen Cynoglossidae. IUCN kategoriserar arten globalt som livskraftig. Inga underarter finns listade i Catalogue of Life.